# José Happart
José Happart (Herstal, 14 maart 1947) is een Belgische Waalsgezinde politicus die lid is van de Franstalige partij Parti Socialiste (PS). Hij dankt zijn bekendheid aan de Belgische taalstrijd en meer bepaald aan de burgemeesterskwestie in de Vlaamse faciliteitengemeente Voeren. Daar trad hij ook op als Franstalig leider die zich verzette tegen de overheveling van de Voerstreek naar de Nederlandstalige provincie Limburg.

## Militant wallingant
José Happart is geboren in Herstal, een voorstad van Luik waar zijn vader Joseph Happart een landbouwbedrijf had. Toen zijn vader onteigend werd voor de uitbreiding van de Luikse staalindustrie, kocht die in 1962 een boerderij in Sint-Pieters-Voeren, dat op dat ogenblik nog bij de provincie Luik hoorde en in 1963 werd overgedragen naar de provincie Limburg. De toen nog minderjarige broers José en Jean-Marie verhuisden mee.
Happart behaalde in het lager secundair technisch onderwijs een diploma in landbouwtechnieken en volgde daarna een studie bedrijfsbeheer, met een specialisatie in de landbouw. Hij onderbrak uiteindelijk zijn studies om als fruitteler de boerderij van zijn vader over te nemen en werd actief in de Waalse landbouworganisatie Unions professionnelles agricoles (UPA) en haar jongerenwerking Jeunes Alliances Paysannes (JAP). In 1965 werd hij penningmeester, in 1966 secretaris en in 1967 voorzitter van de JAP-afdeling van het kanton Aubel, in 1969 bemachtigde hij het voorzitterschap van de provinciale afdeling van de JAP in Luik en van 1970 tot 1973 was hij Waals ondervoorzitter van de JAP. In 1973 werd hij dan lid van het directiecomité van de UPA en ook vertegenwoordigde hij de Belgische jonge boeren in de Europese Kring van Jonge Landbouwers. 
Ten tijde van de taalstrijd in de Voerstreek gaf hij het landbouwsyndicalisme op en wijdde hij zich volledig aan de Voerkwestie. Hij werd door de Luiksgezinde jongeren als hun leider beschouwd. In november 1978 werd hij de nieuwe voorzitter van de Action Fouronnaise (AF), die gelieerd was aan de politieke partij 'Retour à Liège'. Deze partij wilde dat Voeren weer bij de provincie Luik en zodoende bij het Franse taalgebied werd gevoegd, en dat er dan als toegift taalfaciliteiten zouden komen voor de Nederlandstaligen. Happart was voorzitter van Action Fouronnaise tot in 1982 en nogmaals van 1989 tot 1998. In 1977 droeg hij eveneens bij aan de oprichting van de actiegroep Le Hérisson en daarnaast was hij betrokken bij de organisatie van het jaarlijkse Franstalige volksfeest  Fête du peuple fouronnais. In de periode 1978-1982 waren Happart en de Action Fouronnaise betrokken bij heel wat incidenten tijdens de zogenaamde Voerense wandelingen van Vlaams-nationalistische organisaties als het Taal Aktie Komitee en de Vlaamse Militanten Orde, die de taalstrijd in Voeren verscherpten.

## Happart ontmoet Koning Boudewijn
Op 22 mei 1979 had José Happart aan een afrit van de autosnelweg naar Verviers in Ensival een geheime maar niet-toevallige ontmoeting met koning Boudewijn. Om te vermijden dat Happart of zijn militanten het officieel bezoek van de Koning aan Verviers zouden verstoren werd door Georges Gramme (PSC), toenmalig minister van Binnenlandse Zaken, en Jean-Marie Piret, de toenmalige kabinetschef van Boudewijn, in extremis een ontmoeting gearrangeerd. Hoewel het in principe enkel de bedoeling was dat Happart een petitie zou overhandigen kwam het toch tot een (kort) gesprek met de vorst. Niettegenstaande de ontmoeting in alle discretie diende plaats te vinden verklaarde Happart nog dezelfde dag tijdens een persmededeling trots dat de Koning hem tijdens een “historische ontmoeting” persoonlijk had toegezegd dat de vijf op 20 mei in Voeren wegens gewelddadigheden opgepakte AF-militanten snel zouden vrijkomen. Een dag later, op 23 mei, werden de Waalse amokmakers effectief uit de gevangenis vrijgelaten. Het gesprek en de handdruk van Boudewijn met Happart en de kort daaropvolgende vrijlating van de relschoppers zorgden in Vlaanderen voor een politiek schandaal en lokte een storm van protest en diepe verontwaardiging uit bij de publieke opinie, media en politieke partijen.
In een poging de gemoederen te bedaren ontving de Koning, op voorstel van premier Wilfried Martens, op 24 mei een delegatie van vijf Vlaamse Voerenaars in de ambtswoning van de Limburgse gouverneur Vandermeulen in Hasselt. Het “eerherstellend” onderhoud mocht echter niet baten. Het Vlaams protest bleef aanhouden en radicale Vlaams-nationalisten betoogden voor het Koninklijk Paleis. Onder druk van de Volksunie-fractie moest premier Martens tijdens de in allerijl georganiseerde parlementaire debatten toegeven niet op de hoogte te zijn van de demarche van het staatshoofd maar ontkende hij formeel dat de koning bij de regering zou hebben aangedrongen om de vijf Franstaligen vroegtijdig vrij te laten. Martens verweet Happart de kroon te hebben ontbloot en daardoor de monarchie in diskrediet te hebben gebracht. Volgens de premier zou Happart pas na deze ‘koningskwestie’ zijn uitgegroeid tot een “nationale bekendheid en demonisch symbool van de Waalse Vlamingenhaat”.

## De burgemeesterskwestie
De gemeenteraadsverkiezingen van oktober 1982 groeiden in Voeren uit tot een soort referendum voor of tegen de terugkeer van Voeren naar de provincie Luik, met de Franstalige eenheidslijst Retour à Liège en haar Nederlandstalige tegenhanger Voerbelangen. Retour à Liège, aangevoerd door José Happart, behaalde met 63 procent van de stemmen en 10 van de 15 zetels in de gemeenteraad een absolute meerderheid. Happart, die weliswaar de meeste voorkeursstemmen behaalde maar weigerde Nederlands te spreken, werd als burgemeester voorgedragen. Hij werd bij koninklijk besluit op 4 februari 1983 door minister van Binnenlandse Zaken Charles-Ferdinand Nothomb benoemd tot waarnemend burgemeester, maar de benoeming zou pas definitief ingaan op 31 december 1983. Deze tussenpose moest Happart de gelegenheid geven om Nederlands te leren. Op 30 december 1983 legde Happart de eed af, maar liet daarbij duidelijk blijken dat hij geen Nederlands geleerd had. Hiertegen ging Huub Broers, de voorman van Voerbelangen, in beroep naar de Raad van State. Op 19 januari 1984 verklaarde de bestendige deputatie van de provincie Limburg Happart vervallen van zijn mandaat als gemeenteraadslid omdat hij weigerde een taalexamen af te leggen. Hiertegen ging Happart in beroep bij de Raad van State met het argument dat er geen wet is die enige taalkennis van een burgemeester verlangt. Door de beroepsprocedure bleef Happart in zijn ambt tot 30 september 1986, toen de Raad van State een arrest velde dat zowel de benoeming als de eedaflegging van Happart als burgemeester definitief vernietigde. De Raad oordeelde dat de grondwettelijke indeling van België in vier taalgebieden (zoals gestipuleerd in het toenmalige artikel 3 bis GW) de principiële vereiste inhoudt dat de leden van de organen van de gemeenten de taal van het eentalig taalgebied, zélfs in de rand- en taalgrensgemeenten, moeten gebruiken zonder de hulp van een vertaler of tolk én derhalve moeten kennen. Zijn mandaat van rechtstreeks verkozen gemeenteraadslid kon hij daarentegen niet verliezen door een gebrek aan kennis van het Nederlands. Happart diende tegen de vernietiging van zijn benoeming tot burgemeester cassatieberoep in, maar dat werd door het Hof van Cassatie verworpen op 10 april 1987.
In de periode die daarop volgde ontstonden binnen de Belgische regering conflicten tussen Vlamingen en Franstaligen over de uitvoering van het arrest. De eerste schepen, José Smeets, werd waarnemend burgemeester, maar deze trok zich terug, zodat Happart tot eerste schepen kon verkozen worden en feitelijk als "waarnemend burgemeester" van Voeren fungeerde. Deze beslissing werd vernietigd, maar door de Franstalige meerderheid tot negen keer toe herhaald (de zogenaamde "Voerense carrousel"). Uiteindelijk viel de regering-Martens VI ten gevolge van onder meer de Happartkwestie op 19 oktober 1987. Na nieuw onderhandelde compromissen werd op 1 januari 1989 Nico Droeven burgemeester van Voeren, eveneens lid van de lijst Retour à Liège, maar met kennis van de Nederlandse taal. Happart bleef tot in 1998 eerste schepen van Voeren. Tijdens de periode dat hij eerste schepen was, mocht hij ook niet optreden als waarnemend burgemeester. In 1998 nam Happart ontslag uit zijn politieke functies in Voeren om naar de stad Luik te verhuizen. Van 2001 tot 2012 was hij daar eveneens gemeenteraadslid. Na afloop van zijn mandaat eind 2012 verlegde hij zijn domicilie opnieuw naar Voeren.  

## Verdere politieke carrière
Aanvankelijk was Happart slechts actief in de lokale politiek, zonder aansluiting te zoeken bij de traditionele politieke partijen. Bij de Europese verkiezingen van 1984 kreeg Happart een plaats op de lijst van de PS als onafhankelijk kandidaat en werd verkozen tot Europees Parlementslid met een score van meer dan 230.000 voorkeurstemmen. Datzelfde jaar trad hij toe tot de PS. Op korte tijd was Happart uitgegroeid tot het symbool van het Waalse regionalisme en het anti-flamingantisme. In september 1986 was hij voorzitter-oprichter van de Waalsgezinde beweging Wallonie Région d'Europe en in 1988 verzette hij zich tegen de toetreding van de PS tot de regering-Martens VIII, uit ontevredenheid met de regeling rond de Voerkwestie die in het regeerakkoord was opgenomen. Bij de Europese verkiezingen van 1989 en 1994 behaalde Happart opnieuw grote stemmenaantallen. Binnen het Europees Parlement ijverde hij voor het idee van het Europa van de Regio's dat de naties minder macht toekent ten voordele van de regio's. Ook bleef hij ijveren voor een dubbel gewestelijk statuut voor de Voerstreek, alsook voor een overheveling van de bevoegdheden van de Franse Gemeenschap naar het Waals Gewest. Happart bleef in het Europees Parlement zetelen tot aan de verkiezingen van 1999. Tijdens zijn derde Europese parlementaire mandaat beet hij zich vast in de strijd tegen het hormonengebruik in de landbouw en het onderzoek naar de verantwoordelijken in de trafiek van verontreinigd dierenmeel en de menselijke risico's van de gekkekoeienziekte.
Bij de verkiezingen van juni 1999 was Happart zowel lijsttrekker voor de Senaat als lijstduwer voor het Waals Parlement in het arrondissement Luik. Hij werd in beide assemblees verkozen en opteerde voor het Waals Parlement, waardoor hij automatisch ook in het Parlement van de Franse Gemeenschap belandde. In juli 1999 werd hij in de Waalse Regering minister van Landbouw en Plattelandsontwikkeling, wat hij bleef tot in juli 2004. 
In juni 2004 werd Happart herkozen als Waals parlementslid en volksvertegenwoordiger van de Franse Gemeenschap. Na afloop van zijn ministeriële functies was hij van juli 2004 tot juni 2009 voorzitter van het Waals Parlement. In deze functie diende hij in mei 2006 met vijf andere parlementsleden van de PS een voorstel tot bijzonder decreet in ter instelling van een Waalse grondwet, dat echter niet in overweging werd genomen. In 2005 zorgde hij tijdens de Fêtes de Wallonie voor opschudding en ongenoegen bij het publiek toen hij op hun boegeroep en fluitconcerten naar aanleiding van de corruptieschandalen in Charleroi reageerde door hun te vragen of "zij dan nog nooit benzine getankt of sigaretten gekocht hadden in Luxemburg".
Bij de verkiezingen van 2009 stond Happart als laatste opvolger op de PS-lijst van het arrondissement Luik, waarmee hij zijn nationale politieke carrière voltooide. Vervolgens was hij van 2009 tot 2016 voorzitter van de raad van bestuur van de Aéroport Liège-Bierset, de maatschappij, opgericht door het Waals Gewest, die instaat voor de uitbating van de luchthaven Liège Airport, en die zich vooral toelegde op vrachttransport. Van 2016 tot 2017 was hij eerste ondervoorzitter en van 2017 tot 2020 opnieuw voorzitter van de raad van bestuur. De luchthavencommissie besliste begin april 2012 om een negatief advies te verlenen voor de verlenging van de toegangsbadge van Happart. Met deze badge had Happart toegang tot alle zones van de luchthaven. Volgens de Federale Overheidsdienst Mobiliteit vormde Happart een gevaar voor de veiligheid op de luchthaven. De FOD Mobiliteit verwees naar de talrijke onderzoeken die tegen Happart liepen voor onder andere corruptie, misbruik van sociale goederen en belangenvermenging en die verband hielden met de luchthaven. Die vele corruptieschandalen leverden hem in Franstalig België de bijnaam 'Don' op.

## Veroordeling
In mei 2020 veroordeelde de correctionele rechtbank van Luik Happart tot een gevangenisstraf van acht maanden met uitstel en een boete van 1.650 euro met gedeeltelijk uitstel. Hij werd schuldig bevonden aan corruptie en ongeoorloofde beïnvloeding. Concreet zou hij onder andere een aannemer door middel van zijn positie bij de Luikse luchthaven bevoordeeld hebben bij aanbestedingen. In ruil zou de aannemer aan een voordelige prijs een huis gebouwd hebben voor een vriendin van Happart. Naast Happart werden ook nog drie andere beklaagden veroordeeld. Happart werd wel vrijgesproken van schriftvervalsing en enkele andere corruptiefeiten.

## Familiebanden
De vader van José Happart, Joseph Happart, was in de jaren dertig van de twintigste eeuw sympathisant/lid van de Franstalige extreemrechtse partij Rex van Léon Degrelle en was tijdens Wereldoorlog II lid en vanaf 1943 vicevoorzitter van de in juni 1941 opgerichte Garde Rurale (de Waalse tegenhanger van de Boerenwacht in Vlaanderen), een met de Duitse bezetter collaborerende militie. Hiervoor werd hij na de oorlog vervolgd en een gedurende enige tijd uit zijn burgerrechten ontzet.
Zijn tweelingbroer Jean-Marie Happart was PS-senator. Hij kwam begin 2006 in opspraak toen hij spontaan bekende als medebeheerder van het Circuit Spa-Francorchamps, het voor het Waals Gewest financieel erg nadelige contract voor de organisatie van de Grand Prix Formule 1 van België ondertekend te hebben zonder er een letter van gelezen te hebben aangezien hij het Engels niet machtig was en zoals hij zelf zei "slechts de pen vasthield".
Grégory Happart, zoon van Jean-Marie, is gemeenteraadslid voor Retour aux Libertés in Voeren.